# Atarba (Atarba) bulbifera
Atarba (Atarba) bulbifera is een tweevleugelige uit de familie steltmuggen (Limoniidae). De soort komt voor in het Neotropisch gebied.